# Władysław Maciejczyk
Władysław Kazimierz Maciejczyk (ur. 20 lutego 1931 w Piotrkowie Trybunalskim, zm. 28 lutego 2012 tamże) – polski hutnik, poseł na Sejm PRL IV i V kadencji.

## Życiorys
Syn Władysława i Stanisławy. Uzyskał wykształcenie podstawowe, z zawodu hutnik. Pracował w Hucie Szkła Gospodarczego „Hortensja” w Piotrkowie Trybunalskim. W 1965 i 1969 uzyskiwał mandat posła na Sejm PRL w okręgu Piotrków Trybunalski z ramienia Polskiej Zjednoczonej Partii Robotniczej. W trakcie IV kadencji zasiadał w Komisji Przemysłu Ciężkiego, Chemicznego i Górnictwa, a w trakcie V w Komisji Budownictwa i Gospodarki Komunalnej.

## Odznaczenia
- Srebrny Krzyż Zasługi
- Odznaka 1000-lecia Państwa Polskiego (1966)[2]